# 李道栄
李 道栄（イ・ドヨン、朝鮮語: 이도영/李道榮、1912年または1913年5月1日または1914年5月1日 - 1973年6月22日）は、大韓民国の実業家、政治家。第2代韓国国会議員。
本貫は延安李氏、号は文軒。2024年時点で弘益学園理事長を務めていた李勉栄は6親等の再従弟。

## 経歴
京城（現・ソウル）または忠清北道清原郡（現・清州市）出身。景福中学校を経て1932年京城第二高等普通学校卒。1934年京城帝国大学予科修了、1938年同大法文学部法科卒。
京城紡織株式会社業務課長・工場長を経て、1946年以降は忠北新報社長、一信（または一新）産業社長、南韓興産社長、朝鮮農薬社長、東洋滑石鉱業社長、南韓製糸代表取締役、太陽日報理事、国民日報理事、韓国遠洋漁業社長などを歴任し、1955年に韓国貿易協会理事、1957年に南韓製紙理事、1962年に大韓商工会議所副会長、1963年に韓国生産性本部副会長、大韓鉱業協会副会長、1964年に韓国輸出産業公団理事、全国経済人連合会理事、1965年に韓国製紙工業連合会理事を務めた。その他、1953年に忠清日報社長、1969年に弘益開発社長、1970年に一信東和通信機社長、一新東和電子社長、1971年に清州文化放送社長を務めた。 
教育界では1956年に弘益大学を引き受けて学校法人弘益学園を設立し、その後弘益大学財団理事長を務めた。1962年に弘益工芸高等専門学校、1965年に弘益国民学校、1968年に弘益女子中高等学校を設立した。1970年に城岩国民学校と城北中高等学校を引き受け、1971年に首都工科大学を引き受け、弘益大学を総合大学に発展させた。1972年に学校法人継遠学園を弘益学園に吸収合併させた。また、1950年に忠逸奨学会を設立し、1969年に文軒奨学会に改名させた。
1950年の第2代総選挙では無所属の候補として清原甲選挙区から当選したが、政治活動よりも実業で活躍し、朝鮮戦争の時は多くの失業者を救済した。1951年に憲法委員会委員となり、1972年に統一主体国民会議代議員に選ばれた。また、韓国のスポーツ・輸出の振興功労により、1970年代に大韓体育会長賞・大統領表彰・文教部長官賞などを受賞した。